# 亀井利明
亀井 利明（かめい としあき、1930年10月15日 - 2016年1月14日）は、日本の経営学者。

## 人物・来歴
兵庫県出身。関西大学経済学部卒、神戸大学大学院経営学科修了。1955年関西大学商学部専任講師、助教授、1968年教授。商学部長、関西大学理事などを務め、2000年退職、名誉教授。日本リスクマネジメント学会創立者、名誉理事長。ソーシャル・リスクマネジメント学会（旧日本リスク・プロフェショナル学会）創立者。専門は海上保険・危機管理。息子に亀井克之・関西大学教授。

## 著書
- 『英国の保険事業』法律文化社, 1965
- 『海上保険論』法律文化社, 1971
- 『海上保険総論』成山堂書店, 1975
- 『危険と安定の周辺 リスク・マネジメントと経営管理』同朋舎, 1978
- 『リスクマネジメントの理論と実務』ダイヤモンド社, 1980
- 『マリン・リスクマネジメントと保険制度』千倉書房, 1982
- 『危険管理論 企業危険とリスクマネジメントの理論』中央経済社, 1984
- 『英国海上保険約款論』関西大学出版部, 1986.3
- 『保険総論 リスクマネジメントと保険の理論』同文館出版, 1987
- 『リスクマネジメント理論』中央経済社, 1992
- 『海上保険概論』成山堂書店, 1992
- 『危機管理と保険理論』法律文化社, 1995
- 『危機管理とリスクマネジメント』同文舘出版, 1997
- 『リスクマネジメント総論』同文舘出版, 2004
- 『日本的リスクマネジメント理論の現代的意義 亀井利明最終講演の記録』羽原敬二, 亀井克之 編著. 関西大学出版部, 2016
- 『リスクマネジメントの本質』上田和勇 編著. 同文舘出版, 2017

### 共著編著・監修
- 『保険総論』編著. 法律文化社, 1974
- 『貨物海上保険の実務』編著. ダイヤモンド社, 1977
- 『現代リスクマネジメント事典』編. 同文館出版, 1988
- 『保険とリスクマネジメントの理論』編. 法律文化社, 1992
- 『 (基本)リスクマネジメント用語辞典』監修, 上田和勇, 亀井克之 編著. 同文舘出版, 2004
- 『リスクマネジメント総論 増補版』亀井克之共著. 同文舘出版, 2009
- 『ソーシャル・リスクマネジメント論』亀井克之共著. 同文舘出版, 2012
- 『危機管理とリーダーシップ』亀井克之共著. 同文舘出版, 2013

### 翻訳
- W.A.デンスデール『保険入門』安井信夫共訳. ダイヤモンド社, 1963